# Асроров, Ахмеджан
Ахмеджан Асроров — советский хозяйственный, государственный и политический деятель.

## Биография
Родился в 1909 году в Ходженте. Член КПСС с 1932 года.
С 1927 года — на хозяйственной, общественной и политической работе.
До 1937 гг. — ткач Ходжентской шёлкоткацкой фабрики, уполномоченный межрайонного Таджикпромсоюза, председатель правления шёлкоткацкой артели в Ленинабаде.
- В 1937—1938 гг. — председатель исполкома Ленинабадского горсовета.[1]
- В 1938—1944 гг. — секретарь Президиума Верховного Совета Таджикской ССР.[1]
- В 1944—1954 гг. — председатель исполкома Душанбинского горсовета.[1]

C 1954 гг. — ответственный работник в системе Министерства заготовок Таджикской ССР.
Избирался депутатом Верховного Совета Таджикской ССР 1-3-го созыва.
Умер в Душанбе в 1976 году.